# Рукометна репрезентација Алжира
Рукометна репрезентација Алжира је рукометни тим који представља Алжир на међународним такмичењима и под контролом је Рукометног савеза Алжира. Алжир је 5 пута био првак Африке, 6 пута је био финалиста, а 4 пута је освајао бронзану медаљу. Од осталих већих успеха треба издвојити златну медаљу на Медитеранским играма 1987.

## Учешћа на међународним такмичењима

### Олимпијске игре
- Москва 1980. : 10. место
- Лос Анђелес 1984. : 12. место
- Сеул 1988. : 10. место
- Атланта 1996. : 10. место

### Светска првенства
- 1938. до 1970. - Није учествовала
- 1974. - 15. место
- 1978. - Није учествовала
- 1982. - 16. место
- 1986. - 16. место
- 1990. - 16. место
- 1993. - Није учествовала
- 1995. - 16. место
- 1997. - 17. место
- 1999. - 15. место
- 2001. - 13. место
- 2003. - 18. место
- 2005. - 17. место
- 2007. - Није учествовала
- 2009. - 19. место
- 2011. - 15. место
- 2013. - 17. место

### Афричка првенства
- 1974. - Није учествовала
- 1976. -  2. место
- 1979. -  3. место
- 1981. -  Првак
- 1983. -  Првак
- 1985. -  Првак
- 1987. -  Првак
- 1989. -  Првак
- 1991. -  2. место
- 1992. -  3. место
- 1994. -  2. место
- 1996. -  Првак
- 1998. -  2. место
- 2000. -  2. место
- 2002. -  2. место
- 2006. - Групна фаза
- 2008. -  3. место
- 2010. -  3. место

### Медитеранске игре
- Првак (1) : 1987.
- Финалиста (1) : 1983.
- Треће место (1) : 1975.

## Тренутни састав
- Састав на СП 2011.

| Бр | Име                    | Попзиција | Дат. рођ. | Клуб                     | Утак./Гол |
| -- | ---------------------- | --------- | --------- | ------------------------ | --------- |
| 2  | Абделкадер Рахим       |           | 12.07.90. | РК Нанси                 | 5/8       |
| 4  | Хамза Зуајуи           |           | 04.02.87. | РК ГС Петролиер          | 70/140    |
| 5  | Салак Един Чеик        |           | 24.02.83. | РК Ел Биар               | 15/74     |
| 6  | Месуд Беркуш           |           | 20.07.89. | РК ГС Петролиер          | 70/178    |
| 7  | Хишем Будрали          |           | 29.10.77. | РК ГС Петролиер          | 99/188    |
| 8  | Тахар Лабане           |           | 02.07.77. | РК Аикс Ен Провенс       | 101/150   |
| 9  | Зине Един Буменђел     |           | 12.07.89. | РК Баб Ел Оед            | 0/0       |
| 10 | Саки Бултиф            |           | 09.01.83. | РК Истрес                | 85/195    |
| 12 | Самир Кербуче          | голман    | 16.12.78. | РК ЦРБ Бараки            | 60/0      |
| 14 | Алах Кумини Хамуд Ајат |           | 10.08.90. | РК Ес Аин Тута           | 5/2       |
| 16 | Адел Бусмал            |           | 01.05.85. | РК ГС Буфарик            | 10/0      |
| 17 | Абдеррахим Бериа       |           | 19.01.88. | РК Етоил Спортив ду Саел | 70/185    |
| 18 | Абдеразак Хамад        |           | 25.06.75. | РК Пеј де Аи Универзите  | 94/201    |
| 19 | Месуд Лајади           |           | 24.03.82. | РК ГС Петролиер          | 70/189    |
| 20 | Хечем Дауд             |           | 09.01.92. | РК Ел Биар               | 5/3       |
| 21 | Мохамед Мокрани        | пивот     | 31.01.81. | РК Дункерк               | 0/0       |
| 22 | Абделмалек Слађи       | голман    | 08.08.83. | РК ГС Петролиер          | 93/0      |

Селектор: Салах Бучекриу 